# Aldo Tinoco Filho
Aldo da Fonseca Tinoco Filho ComMM (Natal, 2 de janeiro de 1957) é um engenheiro civil, engenheiro sanitário e político brasileiro filiado ao Partido da Social Democracia Brasileira (PSDB). Pelo Rio Grande do Norte, foi prefeito da capital Natal.

## Dados biográficos
Aldo Tinoco formou-se em Engenharia Civil pela Universidade de São Paulo (USP)., pós graduado em engenharia hidráulica e sanitária pela Escola Politécnica da USP 1989 e em 2007 fez Mestrado em Engenharia Sanitária pela UFRN. filiou-se pela primeira vez a um partido político o PSB em março de 1992. 
Em 1992, com apoio de Wilma de Faria, Tinoco foi eleito prefeito de Natal, pelo PSB, derrotando Henrique Eduardo Alves no segundo turno. Em 1993, tomou posse, trocou o PSB, pelo PSDB.
Em 1994, Tinoco filiado ao PSDB de Fernando Henrique Cardoso, apoiou Garibaldi Alves Filho, se mantendo no PSDB.
Em 1995, Tinoco foi admitido por FHC à Ordem do Mérito Militar no grau de Comendador especial.
Em 1996, Tinoco teve seu último ano de mandato na Prefeitura de Natal. Até hoje continua filiado ao PSDB.